# 陳龍可
陈龙可，字蛩潜，號二何，福建晉江人，明朝政治人物、進士出身。

## 生平
萬曆四十三年（1615年）乙卯科福建鄉試舉人，天启二年（1622年）登壬戌进士，选南京户部主事，后轉升員外郎、郎中，改任广东琼州府知府。